# تاریخ زمین

نمودار نمایش نسبت اعصار تاریخ زمین

تاریخچهٔ زمین (به انگلیسی: History of the Earth) توصیف مهم‌ترین وقایع و مراحل اساسی در توسعهٔ سیارهٔ زمین از شکل‌گیری خود تا به امروز است. تقریباً تمام شاخه‌های علوم طبیعی به درک درستی از رویدادهای مهم از گذشتهٔ زمین کمک کرده‌است.

سن زمین در حدود یک‌سوم از عمر جهان است. زمین حدود ۴٫۵۴ میلیارد سال پیش از اتحاد سحابیهای خورشیدی شکل گرفته‌است.

## زمین چگونه به‌وجود آمد؟
زمین میلیاردها سال قبل از ابر و گاز میان‌ستاره‌ای شکل گرفت. زمان گذشت و گذشتنِ آن ثابت کرد که زمین با بیشتر سیارهها و شاید با همهٔ آن‌ها فرق دارد. ۴٫۶ میلیارد سال پیش آغاز دوران هادئن (Hadean) بود که زمین بسیار بسیار جوان بود.